# Václav Jan Frierenberger
Jan Václav Josef Frierenberger, německy Johann Wenzel Joseph Ritter von Frierenberger (2. září 1759, Český Krumlov – 11. února 1823, Kroměříž) byl generál armády rakouského císařství z období napoleonských válek.

## Vojenská kariéra
Jako syn důstojníka se již v mládí rozhodl pro službu v armádě, prošel rakousko-tureckými válkami a v roce 1790 je uváděn již v hodnosti kapitána.
Jeho otec major Josef Frierenberger (1709-1773) byl 21.10.1762 vyznamenán Vojenským řádem Marie Terezie.
Po bitvě u Slavkova byl stejně jako jeho otec 28.05.1806 dekorován nejvyšším rakouským vojenským vyznamenáním - rytířským křížem Vojenského řádu Marie Terezie
(představovalo to i nárok na doživotní šlechtický titul rytíř (Ritter) a případně se mohl nositel domáhat i dědičného titulu svobodného pána) a v následujícím roce byl povýšen na podplukovníka a v roce 1809 na plukovníka.
Následně byl 27.04.1813 povýšen na generálmajora. V bitvě u Drážďan byl dne 26. srpna 1813 těžce zraněn a velení dělostřelectva po něm převzal generál Friedrich Karl von Langenau (1782-1840). Následně byl
ruským carem Alexandrem vyznamenán ruským řádem sv. Anny. V lednu roku 1820 byl penzionován a poslední roky života prožil v Kroměříži. Byl pohřben na starém kroměřížském hřbitově.

## Pomník u Slavkova

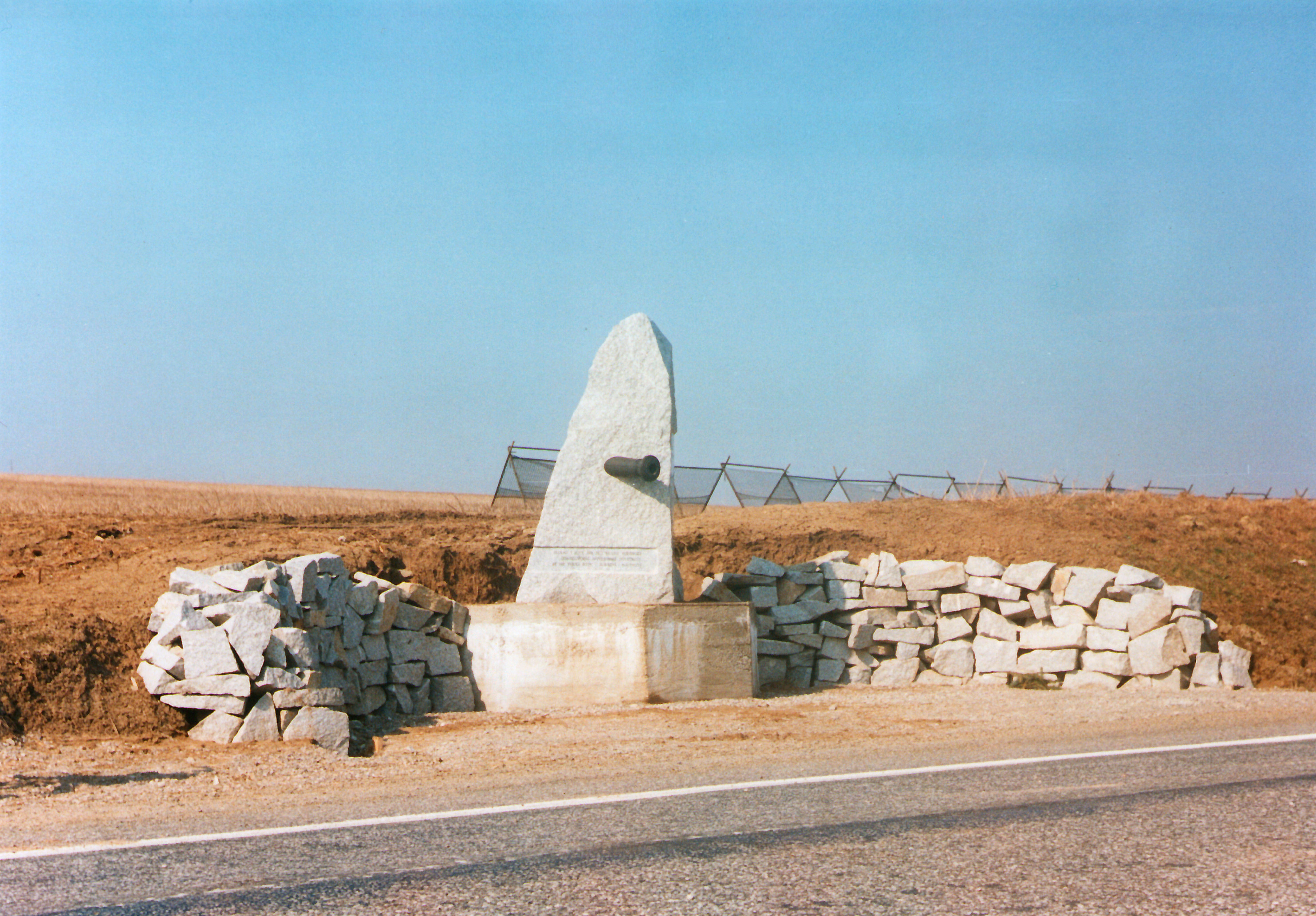
Pomník u Staré pošty

Dne 2. prosince 1995 byl odhalen kamenný pomník s trčící dělovou hlavní při olomoucké silnici za Starou poštou dále na Rousínov (49°11′21″ s. š., 16°50′36″ v. d.), který vybudovala Československá napoleonská společnost spolu s Baterii Austerlitz.
Pomník je věnován dvěma rakouským dělostřeleckým bateriím, které pod velením majora Václava Jana Frierenbergera kryly ústup ruského sboru generála Bagrationa v závěru bitvy.

## Pomník na kroměřížském hřbitově

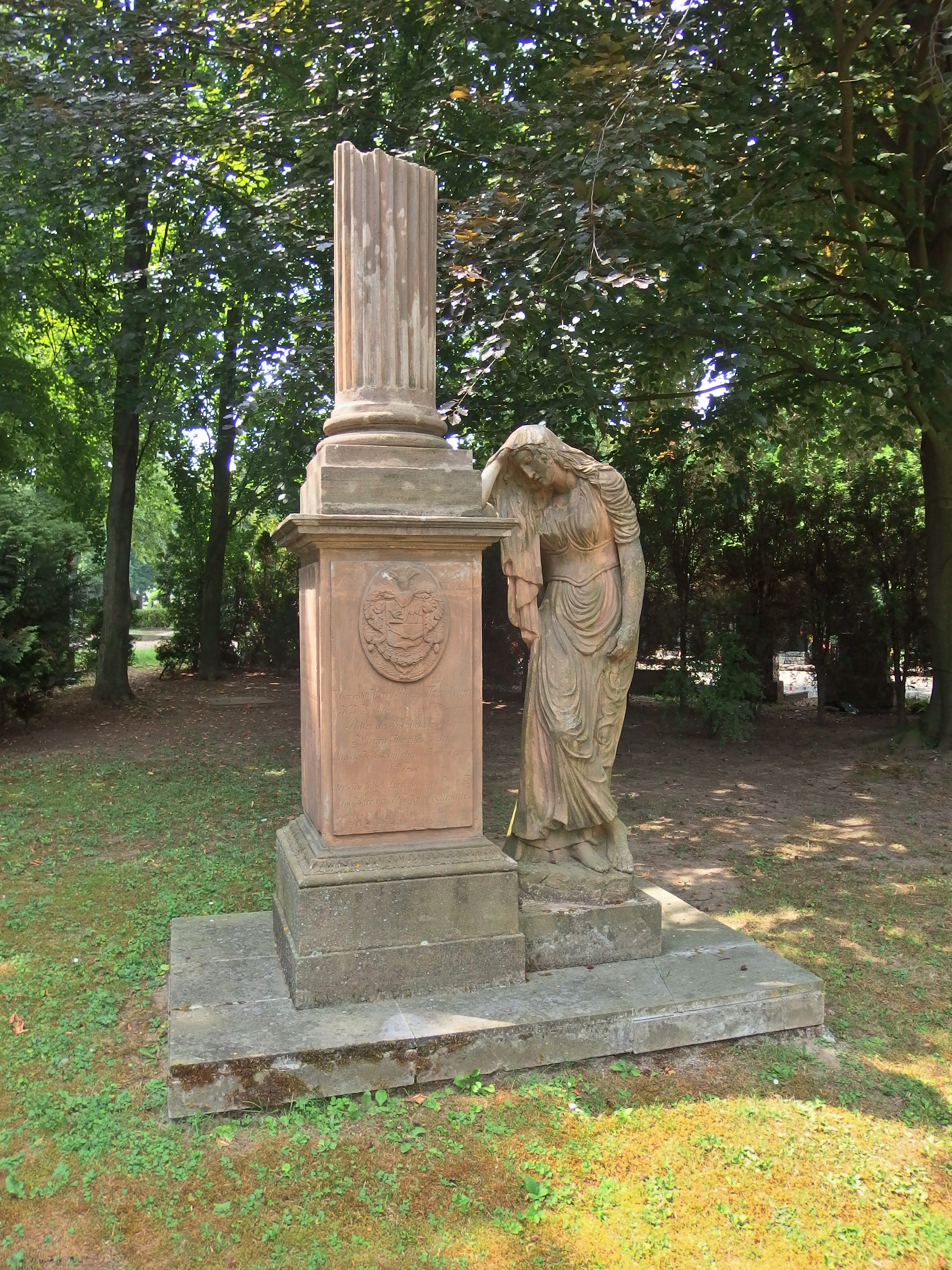
Památník na kroměřížském hřbitově

V roce 1936 byl ze starého hřbitova v místech dnešního Bezručova sadu přenesen na vsypovou loučku při vstupu na městský hřbitov pomník (49°17′14″ s. š., 17°23′16″ v. d.),
který nechala v roce 1823 zbudovat na hrobě svého manžela jeho žena. Empírový památník (nemovitá Kulturní památka České republiky s číslem 101308) má podobu truchlící ženy opírající se o podstavec nesoucí zlomený kanelovaný dórský sloup a je na všech čtyřech stranách dříku podstavce opatřen německými nápisy.

### České překlady nápisů na podstavci
Zde odpočívá Václav, rytíř z Frierenbergru, generálmajor c.k. dělostřelectva, nositel vojenského řádu Rytířského kříže Marie Terezie a ruského carského řádu Svaté Anny 1.třídy, který ukončil svou pozemskou kariéru dne 11.02.1823 ve věku šedesát čtyři let.
Řád Marie Terezie zdobil hruď tohoto šlechetného válečníka od r. 1805, kdy jím byl jako major vyznamenán za bitvu u Slavkova. Ruský řád Sv. Anny 1. stupně pak získal r. 1813 za zásluhy v bitvě u Drážďan v hodnosti generálmajora.
Tohoto ctnostmi oplývajícího smrtelníka zdobila zbožnost a nelíčená dobrota srdce. Byl z nejbdělejších válečníků věrně oddaný domu Nejjasnějšího arcivévody, kterému horlivě sloužil 47 let. Dobrý syn, upřímný přítel a milující manžel.
Na věčnou vzpomínku věnuje tento prostý památník jeho hluboce zarmoucená manželka. Ó, křesťanský poutníku, zastav se, neboť vstupuješ na místo posledního odpočinku statečného bojovníka a pamatuj na něj v modlitbě.